# Albrecht Janssen
Albrecht Janssen (* 8. Januar 1886 in Bingum (heute Stadtteil von Leer, Ostfriesland); † 27. Februar 1972 in Hamburg) war ein deutscher Schriftsteller und Übersetzer.

## Leben
Von 1900 bis 1906 besuchte er die Lehrerausbildungsanstalt in Aurich. In Hamburg legte er die 2. Lehrerprüfung und das Mittelschullehrerexamen ab. Nach Kriegsteilnahme am Ersten Weltkrieg begann er ein Studium in Hamburg und ging dann in den Berufsschuldienst. 1946 erhielt er eine Berufung als Dozent an das Pädagogische Institut der Universität Hamburg und lebte seit 1951 im Ruhestand. Seine Veröffentlichungen reichen von hochdeutschen Romanen und Erzählungen über niederdeutsche Dramen und zahlreiche wissenschaftliche Arbeiten, der Herausgabe und Mitherausgabe von Anthologien, dem Verfassen von Hörspielen bis zum Schriftleiter niederdeutscher Zeitschriften.

## Werke
Am bekanntesten ist sein 1926 erschienenes Kunstmärchen über die Erdmantjes.